# BAP Almirante Guise

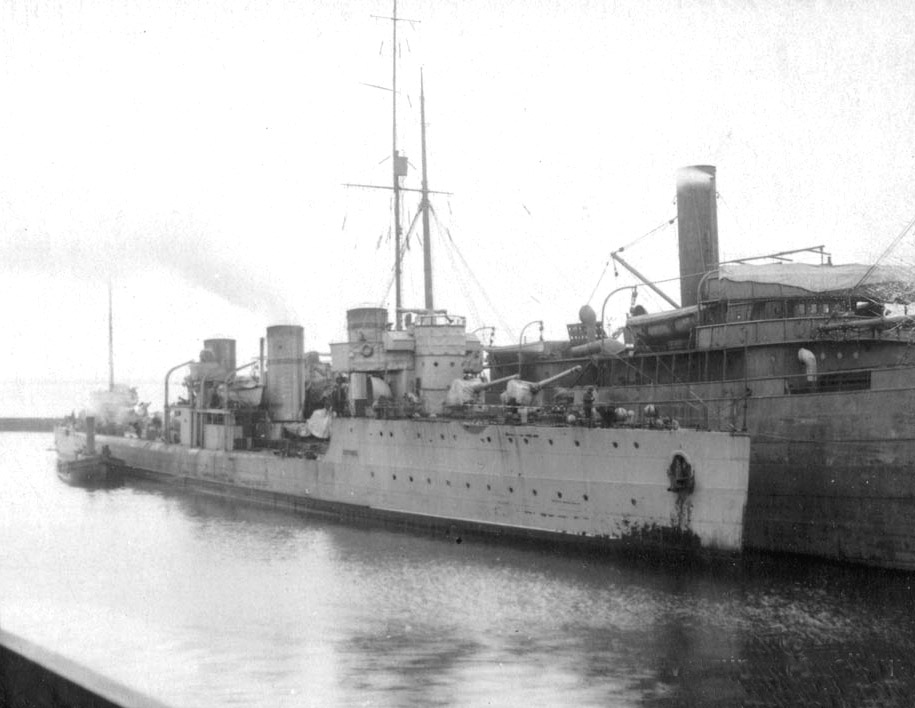
Como Avtroil entre 1913 y 1919

El BAP Almirante Guise fue un destructor de la clase Izyaslav que prestó servicio en la Marina de Guerra del Perú. Construido inicialmente para la Armada Imperial Rusa, fue capturado por la Royal Navy (cuando los bolcheviques tomaron el poder) y transferido a la Marina de Estonia, que a su vez lo vendió al Perú en 1933. Se le llamó Almirante Guise en honor al vicealmirante Martín Guise, que falleció en el combate naval de Cruces durante la guerra peruano-grancolombiana.

## Servicio en la Armada Imperial Rusa
El Avtroil fue un destructor construido para la Flota del Báltico de la Armada Imperial Rusa. Fue una versión modificada de los destructores de la clase Orfey construidas en Rusia, con la asistencia de la compañía francesa Augustin Normand. Combatió en la Primera Guerra Mundial.

## Servicio en la Marina de Guerra de Estonia
Cuando los bolcheviques tomaron el poder en Rusia y estalló la guerra civil, la Royal Navy apoyó a los blancos, capturando sus cruceros y destructores, estando entre estos últimos el Avtroil, que fue transferido a la Marina de Estonia y renombrado Lennuk. Tras varios años en servicio, fue vendido al Perú, quien lo compró al estallar el conflicto con Colombia.

## Servicio en la Marina de Guerra del Perú

### Campaña militar del nororiente de 1932
Los destructores BAP Almirante Guise y su gemelo, Almirante Villar bloquearon la costa del Atlántico de Colombia, siendo este su bautismo de fuego, obligando a este país crear una base de hidroaviones en Buenaventura y otra en Cartagena de Indias. Allí también se enfrentó a mercenarios contratados por el Estado colombiano.

### Campaña militar del norte y del nororiente de 1941
Al estallar el conflicto con Ecuador en 1941, el Almirante Guise partió el puerto del Callao y arribó a Zorritos el 26 de julio por la tarde, al mando del Capitán de Fragata Victor Carcelén La Rosa. 
Teniendo su base en Puerto Pizarro, realizó patrullajes frente al canal de Jambelí, bombardeando Punta Jambelí y Puerto Bolívar, a fin de preparar al avance peruano sobre El Oro. 
Debido al repliegue total de las naves ecuatorianas hacia Guayaquil y considerando que en el frente marítimo ya no existía amenaza alguna, la Escuadra Peruana se fue replegando progresivamente al Callao y el Almirante Guise llegó al primer puerto del Perú el 1 de octubre.

## Baja
El Almirante Guise, tras 21 años de servicio, fue dado de baja y desguazado en 1954.